# 1700er
Portal Geschichte | Portal Biografien | Aktuelle Ereignisse | Jahreskalender | Tagesartikel

◄ |
17. Jh. |
18. Jahrhundert
| 19. Jh. | ►

◄ |
1670er |
1680er |
1690er |
1700er
| 1710er | 1720er | 1730er | ►

1700 |
1701 |
1702 |
1703 |
1704 |
1705 |
1706 |
1707 |
1708 |
1709

## Ereignisse
- 1700: Beginn des Großen Nordischen Krieges Russlands, Polen-Sachsens und Dänemarks gegen Schweden (bis 1721).
- 1701 bis 1714: Spanischer Erbfolgekrieg.
- 1703: Zar Peter I. gründet Sankt Petersburg, das 1712 auch Regierungssitz wird.
- 1707: Vereinigung Englands und Schottlands zum Königreich Großbritannien.

## Persönlichkeiten
- Ludwig XIV., König von Frankreich und Navarra
- Leopold I., Kaiser des Heiligen Römischen Reiches Deutscher Nation, König von Ungarn, König von Böhmen
- Joseph I., Kaiser des Heiligen Römischen Reiches Deutscher Nation, König von Ungarn, König von Böhmen
- Philipp V., König von Spanien
- Friedrich I., König in Preußen
- Clemens XI., Papst
- Peter I., Zar von Russland
- Wilhelm III., König von England, Schottland und Irland
- Anne, Königin von Großbritannien und Irland
- Higashiyama, Kaiser von Japan
- Kangxi, Kaiser von China
- Carl Deichman, norwegischer Fabrikbesitzer und Büchersammler